# Justizpalast (Arezzo)
Der Justizpalast von Arezzo befindet sich innerhalb eines historischen Parks in unmittelbarer Nähe eines von Antonio da Sangallo entworfenen Kastells der Medici. Er besteht aus einem neoklassizistischen Altbau, einem ehemaligen Krankenhausgebäude, sowie dem neuen Flügel, der von dem italienischen Architekten Manfredi Nicoletti entworfen und 2008 vollendet wurde.

## Der Altbau
Der ältere Teil des Komplexes besteht aus dem  Räumen des ehemaligen Sanatorio Antonio Garbasso, das  in jüngster Zeit renoviert wurde.  Es enthält Gerichtssäle, Büros, Archivräume und die Bibliothek. Mit dem Neubau wird es durch eine verglaste Brücke verbunden.

## Der Neubau
Das neue Gerichtsgebäude wurde von Manfredi Nicoletti entworfen. Es enthält auf der Innenseite Garage, Archive, eine große Halle, zwei große Gerichtssäle mit doppelter Höhe, Büros und die Nachrichtenredaktion außer den zugehörigen Betrieben.
Der planimetrische Einbau ist sich auf eine Ellipse gestützt, die einen Schnitt eines Kegels mit schiefer Spitze in Beziehung die senkrechte Achse des Gebäudes ist. Die Nordwand aus Granit folgt der Krümmung des Kegels, aber seine äußere Ummantelung ist von Platten von identischer Dimension realisiert. Die Südwand ist von zwei welligen Oberflächen gebaut, die durch einfache Elemente, gerade Pfeiler aus Stahl, bestanden sind. Diese Pfeiler haben verschiedene Neigungen und sie tragen gerade Verbindungselemente aus Stahl.
Das Projekt des neuen Gebäudes stellt architektonisch zwei Grundprinzipien von der bioklimatischen Architektur dar: die passive Abkühlung und die passive Erwärmung. Die kompositorische Auswahl ist gegen eine mehr geschützte Fassade Norden und eine mehr offene Fassade Süden gerichtet, um  eine bessere klimatische Regulierung zu ermöglichen und daher eine Verminderung der energetischen Kosten zu haben.